# فهرست بازی‌ها و نرم‌افزارهای کاربردی دی‌اس‌آی‌ویر
این مقاله فهرستی از بازی‌ها و نرم‌افزارهای کاربردی است که در مجموع آن‌ها را عنوان دی‌اس‌آی‌ویر (به انگلیسی: DSiWare) می‌شناسند. این برنامه‌ها برای کنسول بازی دستی نینتندو DSi ساخته شده‌اند و از طریق DSi شاپ موجود بوده و بر روی مدل‌های قدیمی‌تر DS نیز قابل بازی کردن نیستند. یکی از بروزرسانی‌هایی که برای نینتندو 3DS در ژوئن ۲۰۱۱ میلادی منتشر شد، برای خدمات نینتندو ئی‌شاپ پشتیبانی افزود که شامل کتابخانه کاملی از DSi شاپ برای بازی‌های DSiWare (آن زمان) به جز برخی بازی‌ها و برنامه‌ها بود. تا اوت ۲۰۱۰ میلادی بیش از ۲۰۰ بازی قابل دانلود در آمریکای شمالی موجود بوده‌است.

## فهرست بازی‌های DSiWare
| عنوان                    | ژانر    | ناشر     | ژاپن       | آمریکای شمالی | اروپا        | استرالیا       |
| ------------------------ | ------- | -------- | ---------- | ------------- | ------------ | -------------- |
| ۱۰۰۱ بلاک‌باستر           | اکشن    | سلکت‌سافت | منتشرنشده  | ۱۳ اکتبر ۲۰۱۱ | ۸ مارس ۲۰۱۲  | منتشرنشده      |
| آسفالت ۴: مسابقات نخبگان | رانندگی | گیملافت  | ۵ اوت ۲۰۰۹ | ۶ ژوئیه ۲۰۰۹  | ۱۲ ژوئن ۲۰۰۹ | ۹ سپتامبر ۲۰۰۹ |